# Garcinia vitiensis
Garcinia vitiensis là một loài thực vật có hoa trong họ Bứa. Loài này được (A.Gray) Seem. mô tả khoa học đầu tiên năm 1865.